# Поддавки

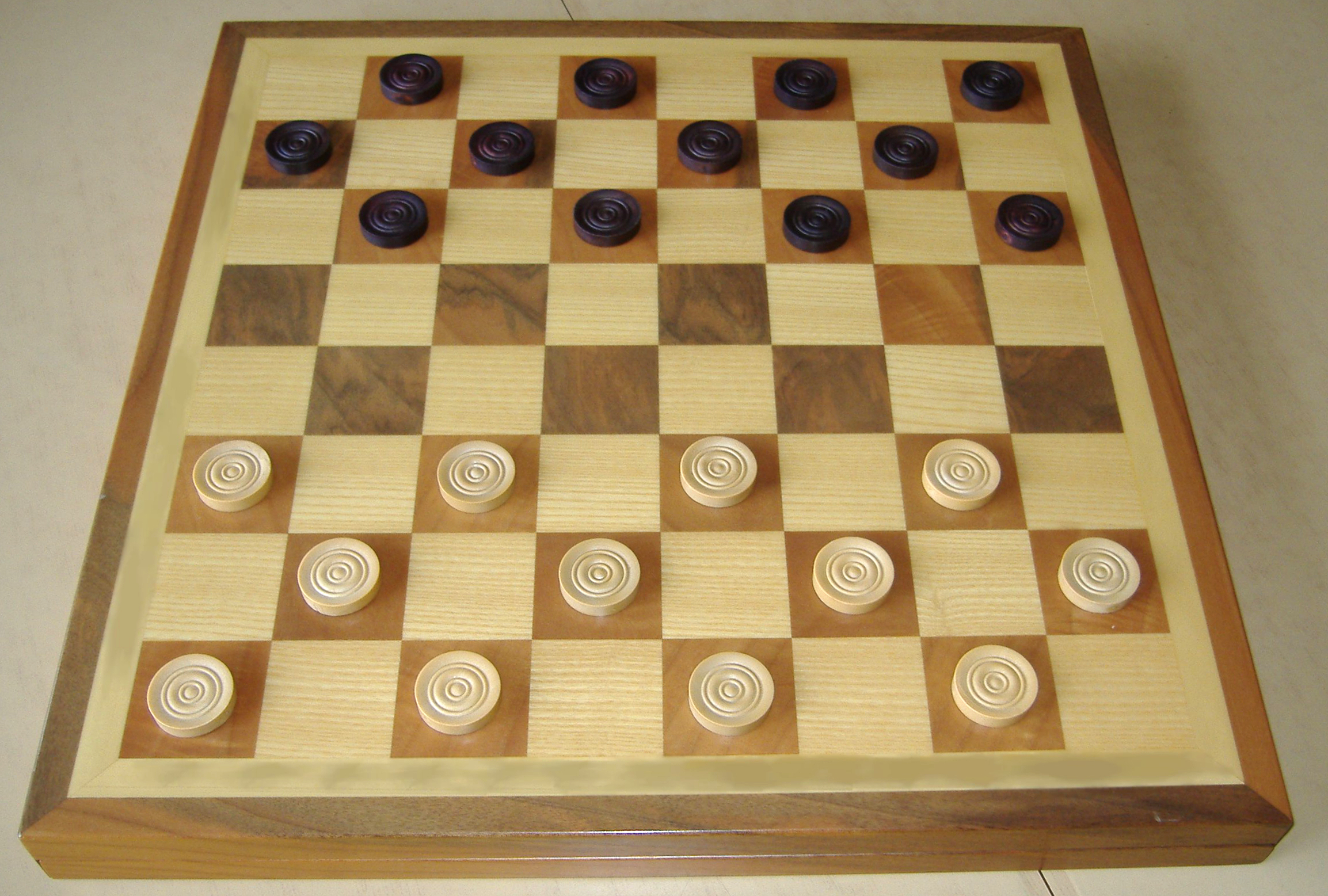
Начальная позиция

Поддавки (Обратные русские шашки) — игра в русские шашки с противоположной целью — лишить себя возможности хода, создав ситуацию, когда все свои шашки отданы сопернику или заперты. Являются традиционным и наиболее популярным видом обратных шашек в России. Игра в поддавки возможна благодаря основному шашечному правилу, обязывающему брать шашку, находящуюся под боем.

## История

### Российская империя
Впервые в России русские шашки были описаны в 1827 году в книге выдающегося русского шахматного мастера и шашиста Александра Дмитриевича Петрова (1799—1867). Книга называется «Руководство к основательному познанию шашечной игры», её объём 68 страниц, издана в Санкт-Петербурге. В ней говорится, что «Игра сия разделяется на простую и игру в поддавки (qui perd-gagne)». Поддавкам в руководстве посвящена последняя 12-я глава (объёмом семь страниц), в которой перечислены основные принципы стратегии и приведены два примера решения задачи «12 против одной».
После выхода этой книги теория игры в поддавки на протяжении 150 лет практически не развивалась, но информация об игре в виде статей, заметок, задач и сыгранных партий периодически появлялась, в основном в различных газетах и журналах. Например, А. И. Шошин (1878—1905) (под псевдонимом «Дамист») в журнале «Шашки» № 28 за 1899 год опубликовал статью «Бывают ли ничьи в игре в поддавки», доказывавшую их возможность и привёл несколько этюдов, подтверждающих это. В одной книге 1881 года в главе «Игра в поддавки» встречается мнение: «Хорошие шашечные игроки предпочитают игру в крепкие», тем самым утверждая главенство русских шашек над поддавками («крепкими» в дореволюционной России называли простые русские шашки).
В 1884 году в журнале «Радуга» № 15 и 16 Михаил Константинович Гоняев (1849—1891) опубликовал первый в России «Устав шашечной игры», в который была включена краткая глава про поддавки. Последняя дореволюционная редакция этого документа «Устав игры в русские шашки» содержится в книге Д. И. Саргина «Древность игр в шашки и шахматы», изданной в 1915 году.

### СССР
В 1920-е годы, после начала государственной программы по массовому распространению русских шашек и особенно шахмат, популярность поддавков резко упала. Гораздо меньше им стали уделять внимания и в печатных изданиях, в одном из них прямо сообщается: «Так как в поддавки играют сравнительно редко, то мы здесь этой игры касаться не будем» (1929 г.).
В 1969 году в рижском журнале «Шашки» Н. И. Коваленко опубликована первая в СССР наиболее значимая статья о теории поддавков.
Знаменательным событием в истории игры стало создание в 1978 году в Москве всесоюзного Клуба любителей поддавков «Dambrete», позже переименованного в «Шашечница» и, в 1989 году, «Кипергань». Клуб был основан группой энтузиастов во главе с востоковедом Михаилом Юрьевичем Рощиным (1952 г.р.). Располагался он в помещении вечерней школы № 187 на улице Верхний Таганский тупик, дом 2, затем в Доме работников просвещения Ждановского района на улице Большая Коммунистическая, дом 9. Участниками клуба была проведена большая работа по совершенствованию теории и популяризации обратных русских шашек. Издавался вестник клуба тиражом около ста экземпляров, составителем которого был Ю. В. Таранников, ставший впоследствии мастером спорта по поддавкам.

### Российская Федерация
В 1993 году Единой всероссийской спортивной классификацией на 1992—96 годы впервые установлены нормативы для получения звания «Мастер спорта» по поддавкам.
В 1997 году, впервые в истории шашек, четырём игрокам в поддавки было присвоено звание «Мастера спорта», один из них — А. И. Назаров.
В 1999 году в Санкт-Петербурге издана первая в России книга, целиком посвящённая поддавкам — «Поддавки. Игра, о которой знают все, но которой не знает никто». Её авторы: Марк Георгиевич Дебец (1928—2006) был одним из основоположников клуба «Кипергань»; Александр Ильич Назаров (1963 г.р.) является председателем Клуба с 1993 года. Книга состоит из трёх частей: 41 страницу занимает история и общая информация о поддавках, 107 страниц — учебное пособие и 75 — тридцать партий А. И. Назарова с комментариями.
Спортивная дисциплина «обратная игра в шашки (поддавки)» вида спорта «шашки» включена во Всероссийский реестр видов спорта. Правила поддавков, русских и стоклеточных шашек входят в «Правила вида спорта „шашки“», утверждённые приказом Министерства спорта России № 722 от 10 сентября 2013 года.
С 15 по 23 февраля 2011 года, по инициативе Федерации шашек России и Федерации шашек Челябинской области, в Челябинске прошёл первый Чемпионат России по обратным шашкам. С этого времени Чемпионат проводится ежегодно.

## Теория

### Стратегия
А. Д. Петров в своей книге сформулировал основные элементы стратегии:

Игра в поддавки (qui perd-gagne) требует гораздо более расчёта, нежели обыкновенная; а особливо в конце игры при каждом ходе надобно внимательно смотреть: нет ли возможности всех отдать, и остерегаться, чтобы противник того же не сделал. В сей игре надобно стараться сначала брать шашки и не всегда отдавать свои, как только представится случай; ибо тот, у кого более шашек, имеет более ходов и потому — больше способов выиграть. Надлежит примечать, что вообще гораздо скорее можно отдать большее число шашек против меньшего, нежели меньшее против большего.

Играя в поддавки также надобно наблюдать, что бы шашку вашу (белую) не заперли на клетках 12 и 5 (h6 и a7), и с своей стороны старайтесь заманить чёрного на 21 или 28 (a3 или h2). — Тогда тот игрок, чья шашка заперта, непременно должен проиграть, ибо противник заранее устроит шашки свои таким образом, чтоб можно было отдать всех, и при удобном случае исполнит намерение своё, давши ход той запертой шашке.
Выгодны решётчатые позиции своих шашек, когда между шашками есть одно свободное поле.
Многие принципы ведения игры соответствуют таковым в простых шашках:
- Материальное преимущество и наличие дамок выгодны, поскольку увеличивают выбор ходов. Однако, против дамки могут быть построены выигрышные комбинации. Возможности численного превосходства шашек наглядно демонстрирует задача «12 против одной».
- Увеличивать подвижность своих и ограничивать подвижность шашек противника.
- Соблюдать взаимодействие флангов.
- Избегать наличия бортовых шашек (ряды a, h), так как они ограничены в движениях.
- Развивать отсталые шашки a1 и особенно h2 (белые), h8 и a7 (чёрные).
- Не торопиться с развитием шашек дамочного ряда (кроме a1, h8). Особенно «золотой» шашки: в поддавках это c1 (белые) и f8 (чёрные), так как она является ключевым звеном для выполнения различных комбинаций.
- Занимать центральные поля доски доски: d4, f4, c5, e5. Особенно выгодны e5 (белые) и d4 (чёрные).

Данные положения характеризуют игру в целом, поэтому целесообразность их применения зависит от конкретной игровой ситуации.

### Тактика
Тактические приёмы делятся на два основных класса: стеснения и угрозы.
|   | a  | b  | c               | d               | e               | f               | g               | h  |   |  |
| 8 | a8 | b8 | c8              | d8              | e8              | f8 чёрная шашка | g8              | h8 | 8 |  |
| 7 | a7 | b7 | c7              | d7              | e7 чёрная шашка | f7              | g7              | h7 | 7 |  |
| 6 | a6 | b6 | c6              | d6 чёрная шашка | e6              | f6              | g6              | h6 | 6 |  |
| 5 | a5 | b5 | c5 чёрный крест | d5              | e5 чёрный крест | f5              | g5 чёрный крест | h5 | 5 |  |
| 4 | a4 | b4 | c4              | d4              | e4              | f4              | g4              | h4 | 4 |  |
| 3 | a3 | b3 | c3              | d3              | e3              | f3              | g3              | h3 | 3 |  |
| 2 | a2 | b2 | c2              | d2              | e2              | f2 белая шашка  | g2              | h2 | 2 |  |
| 1 | a1 | b1 | c1 белая шашка  | d1              | e1 белая шашка  | f1              | g1              | h1 | 1 |  |
|   | a  | b  | c               | d               | e               | f               | g               | h  |   |  |

|   | a               | b  | c               | d  | e              | f  | g               | h              |   |  |
| 8 | a8              | b8 | c8              | d8 | e8             | f8 | g8              | h8             | 8 |  |
| 7 | a7              | b7 | c7 чёрная шашка | d7 | e7             | f7 | g7 чёрная шашка | h7             | 7 |  |
| 6 | a6              | b6 | c6              | d6 | e6             | f6 | g6              | h6             | 6 |  |
| 5 | a5              | b5 | c5              | d5 | e5             | f5 | g5              | h5             | 5 |  |
| 4 | a4              | b4 | c4              | d4 | e4             | f4 | g4              | h4             | 4 |  |
| 3 | a3 чёрная шашка | b3 | c3              | d3 | e3 белая шашка | f3 | g3              | h3             | 3 |  |
| 2 | a2              | b2 | c2              | d2 | e2             | f2 | g2              | h2 белая шашка | 2 |  |
| 1 | a1 белая шашка  | b1 | c1              | d1 | e1             | f1 | g1              | h1             | 1 |  |
|   | a               | b  | c               | d  | e              | f  | g               | h              |   |  |

## Задача «12 против одной»
|   | a               | b               | c               | d               | e               | f               | g               | h               |   |  |
| 8 | a8              | b8 чёрный крест | c8              | d8 чёрный крест | e8              | f8 чёрный крест | g8              | h8 чёрный крест | 8 |  |
| 7 | a7 чёрный крест | b7              | c7 чёрный крест | d7              | e7 чёрный крест | f7              | g7 чёрный крест | h7              | 7 |  |
| 6 | a6              | b6              | c6              | d6              | e6              | f6 чёрный крест | g6              | h6 чёрный крест | 6 |  |
| 5 | a5              | b5              | c5 чёрный крест | d5              | e5              | f5              | g5              | h5              | 5 |  |
| 4 | a4              | b4              | c4              | d4              | e4              | f4              | g4              | h4              | 4 |  |
| 3 | a3 белая шашка  | b3              | c3 белая шашка  | d3              | e3 белая шашка  | f3              | g3 белая шашка  | h3              | 3 |  |
| 2 | a2              | b2 белая шашка  | c2              | d2 белая шашка  | e2              | f2 белая шашка  | g2              | h2 белая шашка  | 2 |  |
| 1 | a1 белая шашка  | b1              | c1 белая шашка  | d1              | e1 белая шашка  | f1              | g1 белая шашка  | h1              | 1 |  |
|   | a               | b               | c               | d               | e               | f               | g               | h               |   |  |

Одной из самых известных задач (проблем) в поддавках является задача на выигрыш 12 белых шашек, находящихся в начальной позиции, против одной чёрной. Впервые она была предложена в книге А. Д. Петрова, где автор приводит два примера её решения с положением чёрной шашки на поле d8 (2) и утверждает, что задача также решается при положении чёрной на любом другом поле восьмой горизонтали.
В 1885 году в журнале «Радуга» № 16, шашечный историк и композитор Давыд Иванович Саргин (1859—1921) опубликовал большую статью о поддавках, в которой была рассмотрена эта задача с положением чёрной шашки на любом поле 7-й и 8-й горизонталей.
Современное решение принадлежит двукратному чемпиону всесоюзного первенства клуба «Кипергань» по игре в поддавки по переписке (1978—79 и 80—81 годов) свердловчанину Николаю Ивановичу Коваленко (1926 г.р.), который рассчитал все возможные начальные положения чёрной шашки и минимальное количество ходов партии: для поля e7 это 18 ходов, для остальных позиций чёрных — менее 18. Дополнительно, М. Г. Дебец и А. И. Назаров обнаружили, что при положении чёрной на a7, b8 или h6 партия может завершиться запиранием одной или нескольких белых шашек.

## Другие виды поддавков
В русскоязычной шашечной литературе вкратце рассматриваются обратные международные (польские) шашки.
А. И. Назаровым и Ю. В. Таранниковым были опубликованы некоторые теоретические материалы по обратным русским столбовым шашкам и обратному ласку (разновидности столбовых шашек), но из-за чрезвычайной сложности этих игр, требующей длительного расчёта хода, А. И. Назаров и М. Г. Дебец в своей книге приходят к выводу, что соревнования по ним возможны пока только по переписке.

## В литературе
Шашкам не хочу давать поблажки,

Шахматы мне более близки.

Если иногда играю в шашки,

То предпочитаю поддавки!

В поддавках есть чёткость светофора,

И весёлость шашки проходной,

И изящество обратной форы —

Все двенадцать супротив одной!— Н. И. Глазков, «Гимн поддавкам»